# Voulaines-les-Templiers
Voulaines-les-Templiers é uma comuna francesa na região administrativa da Borgonha-Franco-Condado, no departamento de Côte-d'Or. Estende-se por uma área de 22,53 km². Em 2010 a comuna tinha 293 habitantes (densidade: 13 hab./km²).